# کابونا (استونی)
کابونا (به لاتین: Kabuna) یک منطقهٔ مسکونی در استونی است که در دهستان اماسته واقع شده‌است.